# Bahnstrecke Klintehamn–Klintebys
| Streckennummer: | KlinteJVG                   |                                                 |                                                 |
| Streckenlänge: | 4 km                        |                                                 |                                                 |
| Spurweite: | 891 mm (schwed. 3-Fuß-Spur) |                                                 |                                                 |
| |                             |                                                 |                                                 |
| \| \| \| Bahnstrecke Klintehamn–Hablingbo von Hablingbo \| \| \| \| 0,0 \| Klintehamn \| Klintehamn \| \| \| \| Strecke zum Hafen und zur Werft (1,01 km) \| \| \| \| \| Bahnstrecke Klintehamn–Roma nach Roma (Gotland) \| \| \| \| 4,0 \| Klintebys \| Klintebys \| |                             |                                                 |                                                 |
| Strecke (außer Betrieb) |                             | Bahnstrecke Klintehamn–Hablingbo von Hablingbo  | Bahnstrecke Klintehamn–Hablingbo von Hablingbo  |
| Bahnhof (Strecke außer Betrieb) | 0,0                         | Klintehamn                                      | Klintehamn                                      |
| Abzweig geradeaus und nach links (Strecke außer Betrieb) |                             | Strecke zum Hafen und zur Werft (1,01 km)       | Strecke zum Hafen und zur Werft (1,01 km)       |
| Abzweig geradeaus und nach links (Strecke außer Betrieb) |                             | Bahnstrecke Klintehamn–Roma nach Roma (Gotland) | Bahnstrecke Klintehamn–Roma nach Roma (Gotland) |
| Kopfbahnhof Streckenende (Strecke außer Betrieb) | 4,0                         | Klintebys                                       | Klintebys                                       |

Die Bahnstrecke Klintehamn–Klintebys (KlinteJVG) war eine schmalspurige Eisenbahnstrecke auf der schwedischen Insel Gotland. Sie hatte eine Spurweite von 891 Millimeter.

## Geschichte
Die Strecke Klintehamn–Klintebys wurde von der für diesen Zweck gegründeten Aktiengesellschaft Klinte Järnvägs AB erbaut. Der Verkehr auf der Strecke wurde im Sommer 1910 aufgenommen. Es existierte zudem eine Konzession für die Strecke zwischen Klintebys und Snögrinda, allerdings kam der Bahnbau nie über Klintebys hinaus. Eigentlich wurde die Strecke für den allgemeinen Verkehr konzipiert, da man aber die Anforderungen der Konzession niemals erfüllte, gab es auch keine offizielle Eröffnung der Strecke. So wurde nur Güterverkehr durchgeführt. Die Bahn beförderte Güter zur Zuckerfabrik nach Klintehamn sowie Konserven. In die Gegenrichtung wurden Kartoffeln in eine Kartoffelmehlfabrik transportiert.
Zudem betrieb die Gesellschaft eine Seilbahn, mit der Kalksteine von Snögrinda nach Klintebys transportiert wurden. Die Steine wurden dort auf die Eisenbahn verladen und nach Klintehamn Hafen gefahren.
Klinte Järnvägs AB hatte selbst keine Fahrzeuge. Der Betrieb wurde mit Lokomotiven und Wagen der Klintehamn-Roma Järnvägsaktiebolag durchgeführt, die auch die Bahnstrecke Klintehamn–Roma betrieb. Das Unternehmen hatte mit Helmuth Lundgren nur einen Mitarbeiter. Der Kalksteintransport wurde um die Jahreswende 1916/17 eingestellt, die Bahnstrecke im Sommer 1917 abgebaut.